# Feuerwache Striesen

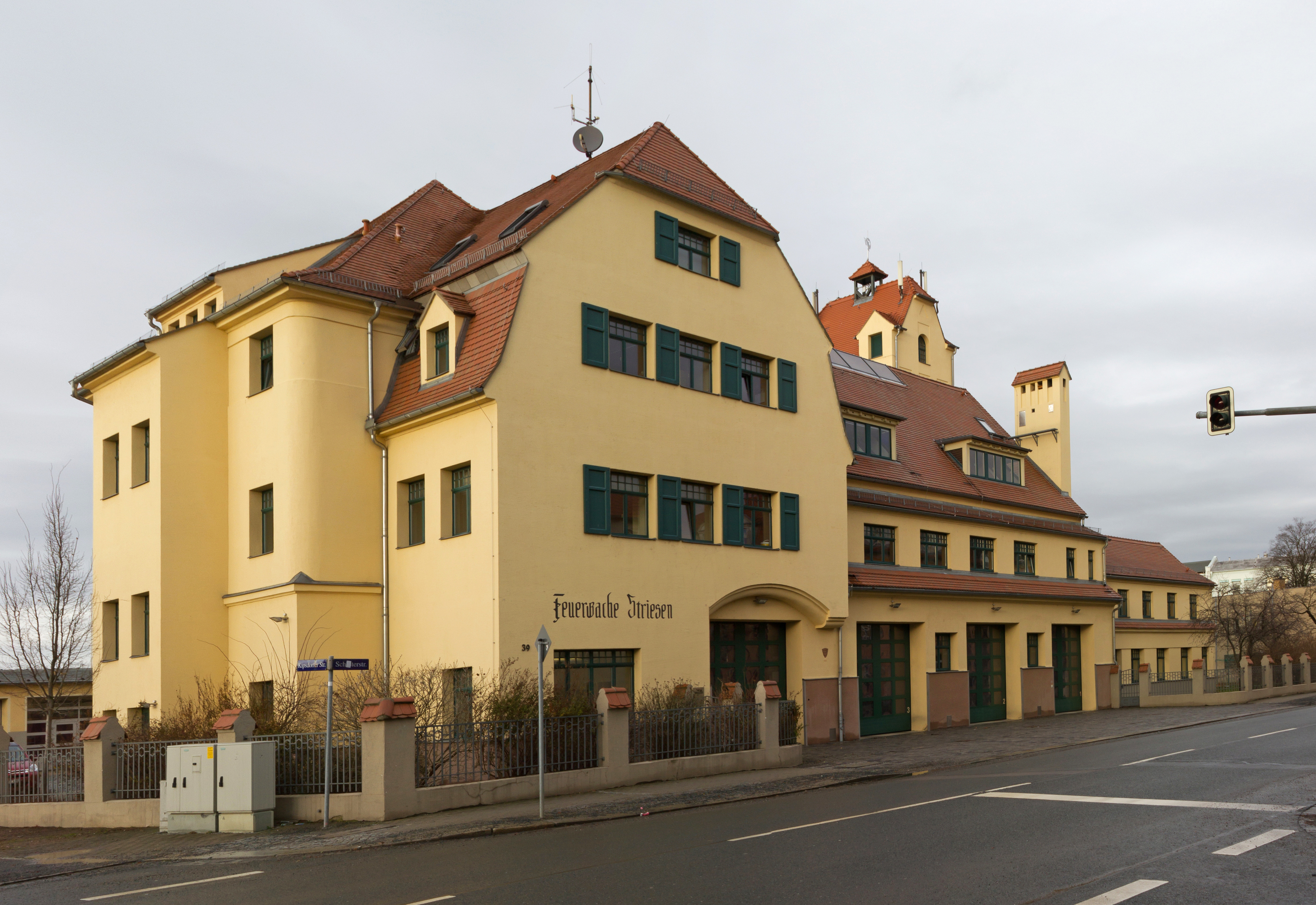
Feuerwache Striesen

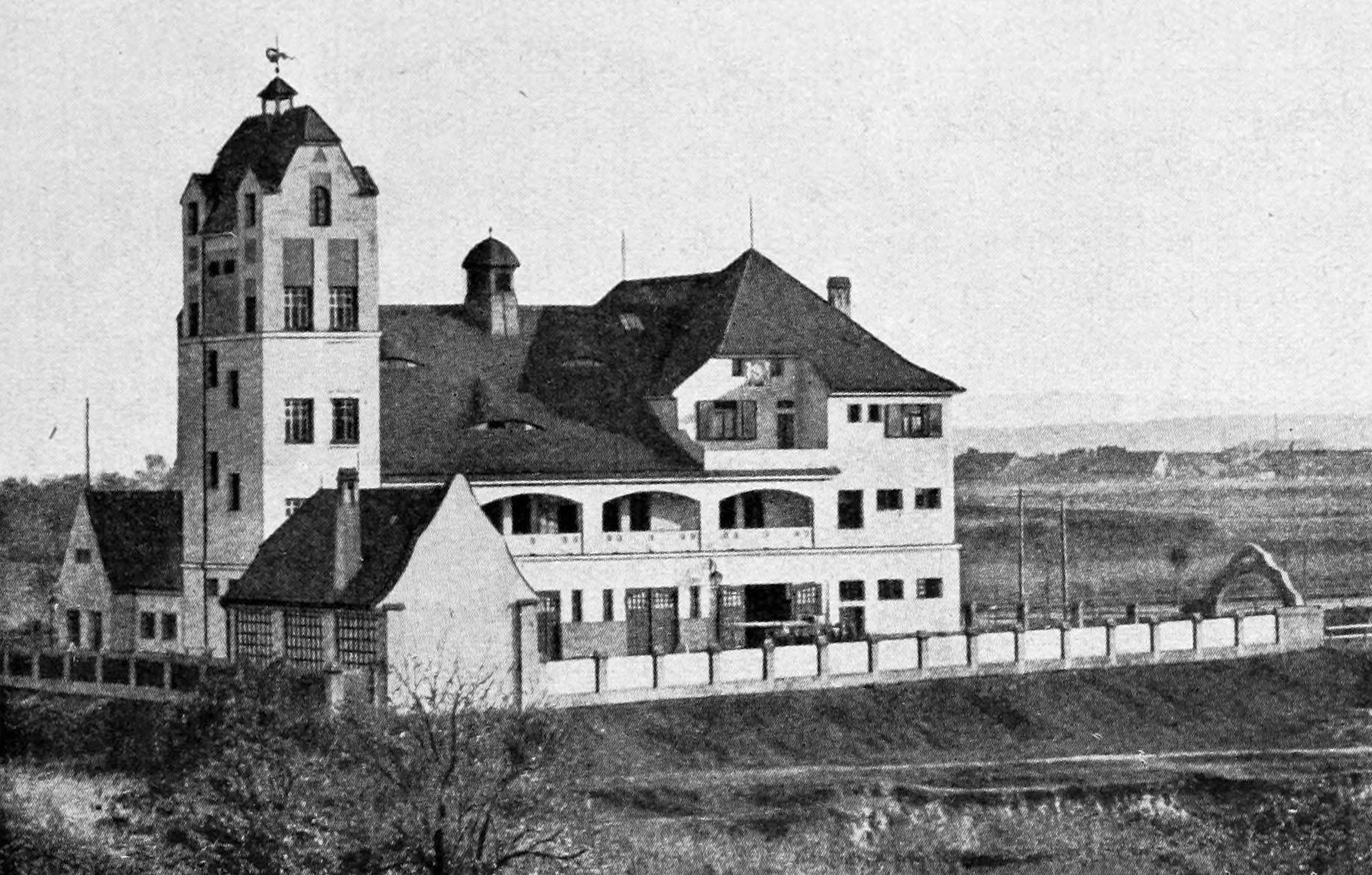
Ansicht kurz nach der Einweihung

Die Feuerwache Striesen ist ein denkmalgeschütztes Gebäude in Dresden-Striesen, das seit 1907 ununterbrochen als Feuerwehrhaus genutzt wird. Sie bildet die Feuerwache 3 in Dresden.

## Gebäude

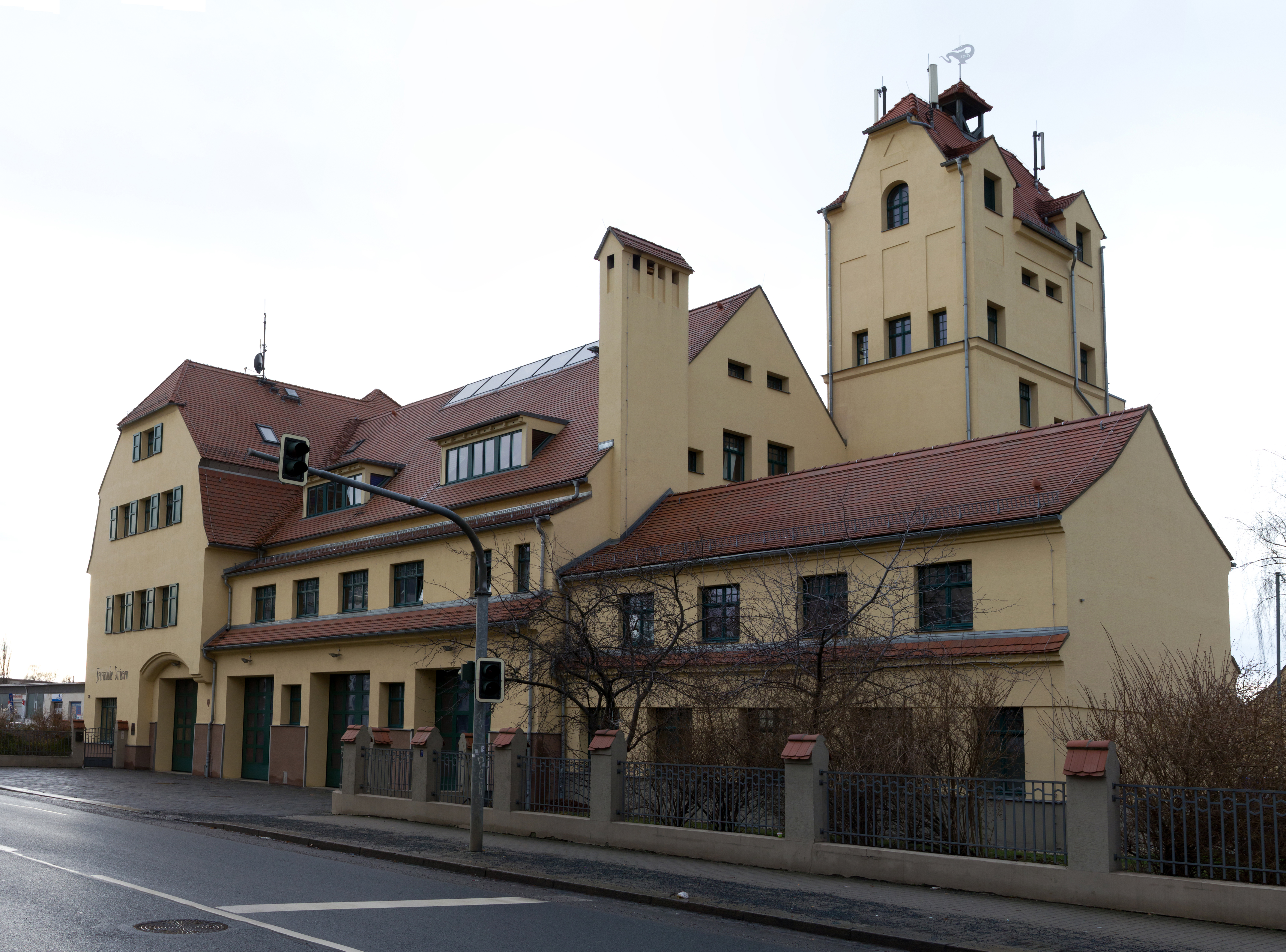
Die Bedarfsampel an der Schlüterstraße ermöglicht ein ungehindertes Ausrücken

Das an der Schlüterstraße 39 etwa in Höhe der Einmündung der Kipsdorfer Straße gelegene Gebäude liegt im Süden Striesens, des einwohnerreichsten Dresdner Stadtteils, nahe der Grenze zu Gruna.
Bei der Feuerwache handelt es sich um einen typischen Funktionsbau des Stadtbaurats Hans Erlwein, nach dessen Plänen sie 1906/07 ausgeführt wurde. Sie ist reich gegliedert, besteht aus verschiedenen Baukörpern und ist gekennzeichnet durch eine vielfältige Dachlandschaft. Von Juli 2002 bis Dezember 2003 erfolgte eine umfassende Rekonstruktion. Neben den Einsatzkräften ist darin auch das zentrale Schlauchlager der Feuerwehr Dresden mit Wäsche und Werkstatt untergebracht. Das Gebäude verfügt über Stellplätze für verschiedene Fahrzeuge und Einsatztechnik.
Im Jahr 2008 entstand auf dem Gelände eine moderne Rettungswache, die bis dahin ebenfalls im Erlweinbau untergebracht war. Hier sind fünf Fahrzeuge stationiert.

## Wachbezirk

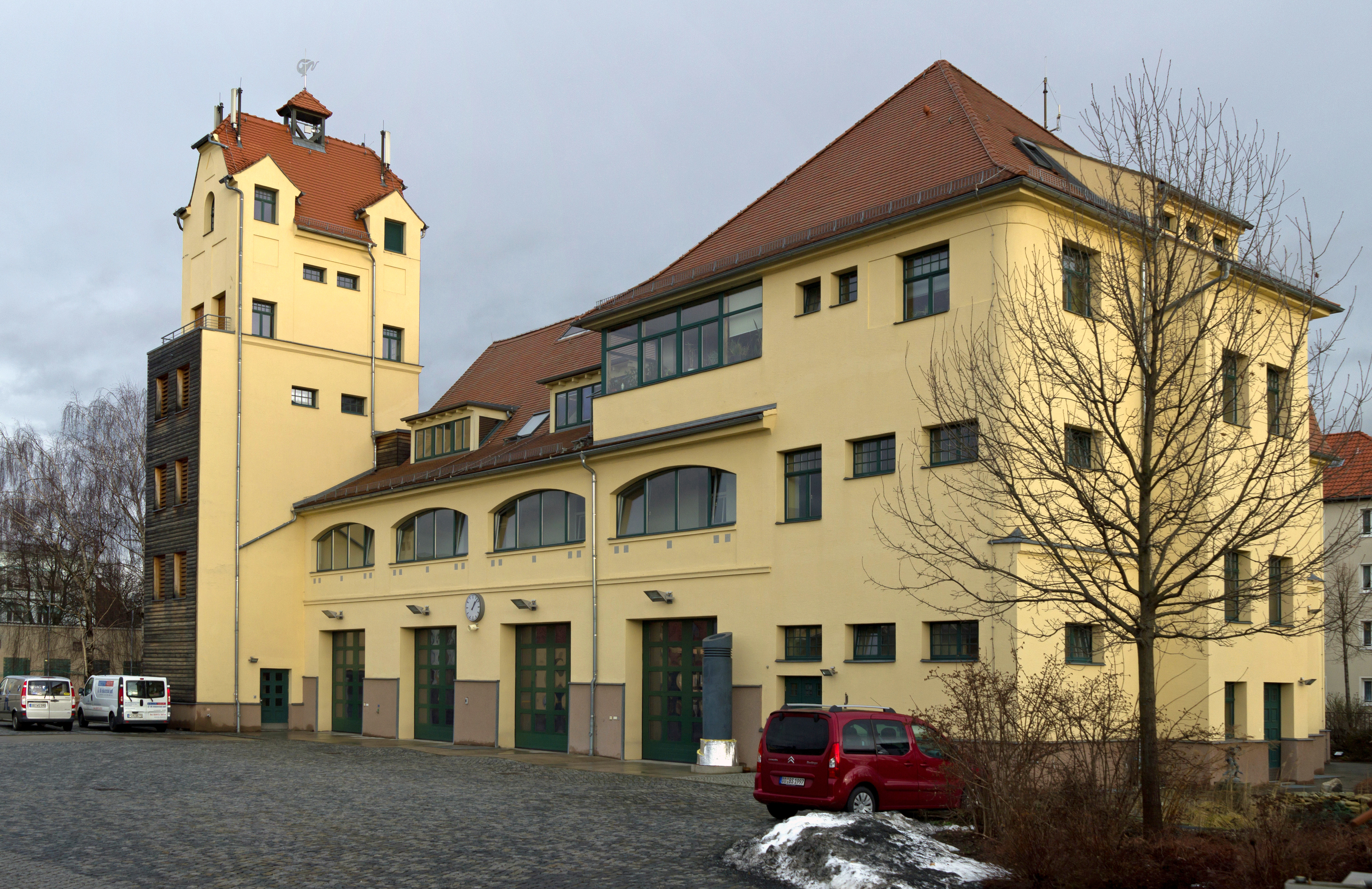
Rückseite

Der Feuerwachbezirk Striesen umfasst eine Fläche von 69 Quadratkilometern und erstreckt sich über weite Teile des östlichen und südöstlichen Dresdner Stadtgebiets. Auf der linken (Altstädter) Elbseite gehören dazu die Stadtteile der Stadtbezirke Blasewitz, Leuben und Prohlis sowie der Stadtteil Gostritz, auf der rechten Elbseite zählen Hosterwitz/Pillnitz, Rochwitz, Wachwitz, Loschwitz, Weißer Hirsch, Bühlau und das Schönfelder Hochland dazu.